# فرانك ر. ووكر
فرانك ر. ووكر (بالإنجليزية: Frank R. Walker)‏ هو ضابط أمريكي، ولد في 11 يوليو 1899 في فلورنس في الولايات المتحدة، وتوفي في 25 ديسمبر 1976.